# 博望街道
博望街道，是中华人民共和国陕西省汉中市城固县下辖的一个街道办事处。
2015年，陕西省民政厅批复同意撤销博望镇，设立博望街道办事处。

## 行政区划
博望街道下辖以下地区：
东环路社区、钟楼街社区、中山街社区、解放街社区、胜利街社区、西关街社区、汉江路社区、二一四大队社区、燎原公司社区、河坎村、大西关村、博望村、东寨村、西寨村、关王堡村、杜家营村、江湾村、翟家寺村、廉家庄村、莲花池村、大草坝村、庙坡村、大东关村、小东关村、小西关村、石家坝村、陈邸村、谢家井村、栗子园村、杜家槽村、东方红村、胜利村、三村、饶家营村、周家堰村、五里庙村、强家坎村、军王村、贺家桥村、舒家营村和方家堰村。